# Qualificazioni alla Coppa dei Caraibi 2008
Sono elencate di seguito le date e i risultati per le qualificazioni alla Coppa dei Caraibi 2008.

## Formula
30 membri CFU: Giamaica (come paese ospitante) e Haiti (come campione in carica) sono qualificati direttamente alla fase finale. Bahamas, Rep. Dominicana, Guyana francese, Montserrat, Porto Rico, Sint Maarten, Turks e Caicos, Isole Vergini Americane e Saint Lucia si ritirano prima del sorteggio. Rimangono 19 squadre per 6 posti disponibili per la fase finale. Cuba, Guadalupa e Trinidad e Tobago sono qualificati direttamente alla seconda fase. Le qualificazioni si dividono in tre fasi:
- Prima fase - 16 squadre, divisi in 5 gruppi (un gruppo composto da quattro squadre e quattro gruppi composti da tre squadre), giocano partite di sola andata, la prima e la seconda classificata del gruppo da quattro e le prime e le tre migliori seconde classificate degli altri gruppi accedono alla seconda fase.
- Seconda fase - 12 squadre, divisi in 3 gruppi, giocano partite di sola andata, le prime e le seconde classificate si qualificano alla fase finale.

## Prima fase

### Gruppo 1
| Willemstad 27 luglio 2008 | Antille Olandesi | 0 – 0 | Aruba | Ergilio Hato Stadium (995 spett.)\| Arbitro: \| Hospedales \| |
| Arbitro:                  | Hospedales       |       |       |                                                               |

| Arbitro: | Jordan |

|          |           |                                                |
| Ruiz 50’ | Marcatori | 53’ J. Rennie 76’ (rig.) Modeste 79’ S. Rennie |

| Arbitro: | Hospedales |

|                          |           |  |
| Bacuna 79’ Bicintini 89’ | Marcatori |  |

| Pos | Squadra          | P.ti | G | V | N | P | GF | GS | DR |
| --- | ---------------- | ---- | - | - | - | - | -- | -- | -- |
| 1   | Antille Olandesi | 4    | 2 | 1 | 1 | 0 | 2  | 0  | +2 |
| 2   | Grenada          | 3    | 2 | 1 | 0 | 1 | 3  | 3  | 0  |
| 3   | Aruba            | 1    | 2 | 0 | 1 | 1 | 1  | 3  | -2 |

Antille Olandesi e Grenada qualificate alla seconda fase.

### Gruppo 2
| Arbitro: | Forde |

|                                 |           |  |
| Codrington 20’, 45’ Edmonds 36’ | Marcatori |  |

| Arbitro: | Taylor |

|                                               |           |            |
| Felter 18’ (rig.) Sanduliet 54’ Jap-A-Joe 81’ | Marcatori | 8’ Austrio |

| Arbitro: | Forde |

|            |           |                 |
| Peters 90’ | Marcatori | 22’ Sastronedjo |

| Pos | Squadra  | P.ti | G | V | N | P | GF | GS | DR |
| --- | -------- | ---- | - | - | - | - | -- | -- | -- |
| 1   | Guyana   | 4    | 2 | 1 | 1 | 0 | 4  | 1  | +3 |
| 2   | Suriname | 4    | 2 | 1 | 1 | 0 | 4  | 2  | +2 |
| 3   | Dominica | 0    | 2 | 0 | 0 | 2 | 1  | 6  | -5 |

Guyana e Suriname qualificate alla seconda fase.

### Gruppo 3
| Arbitro: | Stennett |

|  |           |                                           |
|  | Marcatori | 3’, 23’, 77’ Thomas 60’ Burton Challenger |

| Arbitro: | Thomas |

|                                  |           |  |
| Jefford 55’ Sanchez 65’ Hill 90’ | Marcatori |  |

| Arbitro: | Hospedales |

|  |           |                                                       |
|  | Marcatori | 23’, 45’, 60’, 85’ Lambe 26’ Ming 83’ Lowe 88’ Castle |

| Arbitro: | Morrison |

|            |           |               |
| Taylor 67’ | Marcatori | 33’ Christian |

| Arbitro: | Morrison |

|                             |           |                 |
| Thomas 44’, 68’ Gregory 89’ | Marcatori | 53’, 58’ Pierre |

| George Town 31 agosto 2008 | Isole Cayman | 0 – 0 | Bermuda | Truman Bodden Stadium (350 spett.)\| Arbitro: \| Hospedales \| |
| Arbitro:                   | Hospedales   |       |         |                                                                |

| Pos | Squadra           | P.ti | G | V | N | P | GF | GS | DR  |
| --- | ----------------- | ---- | - | - | - | - | -- | -- | --- |
| 1   | Antigua e Barbuda | 7    | 3 | 2 | 1 | 0 | 8  | 3  | +5  |
| 2   | Isole Cayman      | 5    | 3 | 1 | 2 | 0 | 4  | 1  | +3  |
| 3   | Bermuda           | 4    | 3 | 1 | 1 | 0 | 7  | 4  | +3  |
| 4   | Saint-Martin      | 0    | 3 | 0 | 0 | 3 | 2  | 13 | -11 |

Antigua e Barbuda e Isole Cayman qualificate alla seconda fase.

### Gruppo 4
| Arbitro: | Charles |

|                                                      |           |  |
| Francis 15’ Archibald 21’ Venton 52’ (aut.) Lake 77’ | Marcatori |  |

| Arbitro: | Baptiste |

|                        |           |            |
| Williams 11’ Forde 53’ | Marcatori | 23’ Lennon |

| Arbitro: | Charles |

|           |           |                                     |
| Issac 13’ | Marcatori | 35’ Straker 45’ Skeete 80’ Williams |

| Pos | Squadra                   | P.ti | G | V | N | P | GF | GS | DR |
| --- | ------------------------- | ---- | - | - | - | - | -- | -- | -- |
| 1   | Barbados                  | 6    | 2 | 2 | 0 | 0 | 5  | 2  | +3 |
| 2   | Saint Kitts e Nevis       | 3    | 2 | 1 | 0 | 1 | 5  | 3  | +2 |
| 3   | Isole Vergini Britanniche | 0    | 2 | 0 | 0 | 2 | 1  | 6  | -5 |

Barbados e Saint Kitts e Nevis qualificate alla seconda fase.

### Gruppo 5
| Arbitro: | George |

|                                    |           |  |
| Percin 4’, 46’ McDonald 48’ (aut.) | Marcatori |  |

| Arbitro: | Fanus |

|                    |           |                                    |
| Jeffers 37’ (aut.) | Marcatori | 35’, 80’ Gordon 39’ Hammlet Samuel |

| Fort-de-France 19 settembre 2008                                                 | Martinica | 3 – 1       | Anguilla | Stade Louis Achille |
| \| \| \| \| \| Percin 19’ St Louis 37’ Bullet 51’ \| Marcatori \| 83’ Battise \| |           |             |          |                     |
|                                                                                  |           |             |          |                     |
| Percin 19’ St Louis 37’ Bullet 51’                                               | Marcatori | 83’ Battise |          |                     |

| Pos | Squadra                   | P.ti | G | V | N | P | GF | GS | DR |
| --- | ------------------------- | ---- | - | - | - | - | -- | -- | -- |
| 1   | Martinica                 | 6    | 2 | 2 | 0 | 0 | 6  | 1  | +5 |
| 2   | Saint Vincent e Grenadine | 3    | 2 | 1 | 0 | 1 | 3  | 4  | -1 |
| 3   | Anguilla                  | 0    | 2 | 0 | 0 | 2 | 2  | 6  | -4 |

Martinica qualificata alla seconda fase.

## Seconda fase

### Gruppo 1
| Arbitro: | Martin Charles (Dominica) |

|                |           |                    |
| Sabin 28’, 55’ | Marcatori | 12’, 43’ S. Rennie |

| Arbitro: | Roy McArthur (Guyana) |

|                                                                    |           |           |
| Antoine-Curier 4’, 43’, 58’ Gotin 34’ Hannany 68’, 80’ Gendrey 76’ | Marcatori | 86’ Fagan |

| Arbitro: | James Matthew (St. Kitts and Nevis) |

|  |           |           |
|  | Marcatori | 31’ Sabin |

| Arbitro: | Bryan Willett (Antigua and Barbuda) |

|                      |           |             |
| Collet 23’ Loval 36’ | Marcatori | 15’ Charles |

| Arbitro: | Bryan Willett (Antigua and Barbuda) |

|                                                 |           |                       |
| Bain 43’ S. Rennie 45’ Charles 67’ Williams 79’ | Marcatori | 31’, 82’ Brown-Morphy |

| Arbitro: | Roy McArthur (Guyana) |

|                                        |           |           |
| Loval 40’ Antoine-Curier 50’ Gotin 87’ | Marcatori | 17’ Sabin |

| Pos | Squadra      | P.ti | G | V | N | P | GF | GS | DR |
| --- | ------------ | ---- | - | - | - | - | -- | -- | -- |
| 1   | Guadalupa    | 9    | 3 | 3 | 0 | 0 | 12 | 3  | +9 |
| 2   | Grenada      | 4    | 3 | 1 | 1 | 1 | 7  | 6  | +1 |
| 3   | Martinica    | 4    | 3 | 1 | 1 | 1 | 4  | 5  | -1 |
| 4   | Isole Cayman | 0    | 3 | 0 | 0 | 3 | 3  | 12 | -9 |

Guadalupa e Grenada qualificati alla fase finale.

### Gruppo 2
| Arbitro: | Kevin Morrison (Jamaica) |

|                     |           |                          |
| Forde 62’, 65’, 70’ | Marcatori | 33’ Sandvliet 42’ Aroepa |

| Arbitro: | Alfredo Whittaker (Cayman Islands) |

|                                                                     |           |               |
| Duarte 21’, 45’ Márquez 25’ Linares 39’, 86’ Colomé 79’ Clavelo 82’ | Marcatori | 61’ Bernardus |

| Arbitro: | Kenville Holder (Cayman Islands) |

|                 |           |             |
| Wanabo 70’, 76’ | Marcatori | 81’ Rosario |

| Arbitro: | Courtney Campbell (Jamaica) |

|             |           |           |
| Clavelo 68’ | Marcatori | 66’ Doyle |

| Arbitro: | Kevin Morrison (Jamaica) |

|               |           |                           |
| Bicintini 45’ | Marcatori | 6’ (pen) Forde 20’ Parris |

| Arbitro: | Kenville Holder (Cayman Islands) |

|                                                                    |           |  |
| Cervantes 11’, 43’ Márquez 49’ Linares 55’ Duarte 65’ Dranguet 72’ | Marcatori |  |

| Pos | Squadra          | P.ti | G | V | N | P | GF | GS | DR  |
| --- | ---------------- | ---- | - | - | - | - | -- | -- | --- |
| 1   | Cuba             | 7    | 3 | 2 | 1 | 0 | 14 | 2  | +12 |
| 2   | Barbados         | 7    | 3 | 2 | 1 | 0 | 6  | 4  | +2  |
| 3   | Suriname         | 3    | 3 | 1 | 0 | 2 | 4  | 10 | −6  |
| 4   | Antille Olandesi | 0    | 3 | 0 | 0 | 3 | 3  | 11 | −8  |

Cuba e Barbados qualificati alla fase finale.

### Gruppo 3
| Arbitro: | Caswell Cambridge (St Vincent and the Grenadines) |

|                |           |              |
| Richardson 35’ | Marcatori | 29’ Ian Lake |

| Arbitro: | Antonius Pinas (Suriname) |

|                                    |           |                      |
| Glen 68’ Dwarika 73’ Toussaint 87’ | Marcatori | 23’ Byers 90’ Burton |

| Arbitro: | Willy Minyetty (Dominican Republic) |

|                               |           |            |
| Leigertwood 11’ Christian 78’ | Marcatori | 45’ Jerome |

| Arbitro: | Enrico Wijngaarde (Suriname) |

|                                    |           |             |
| Daniel 37’ Hyland 65’ Jorsling 66’ | Marcatori | 86’ Francis |

| Arbitro: | Enrico Wijngaarde (Suriname) |

|                       |           |                                      |
| Francis 57’, 70’, 80’ | Marcatori | 7’, 45’ (pen.) Byers 60’, 73’ Thomas |

| Arbitro: | Willy Minyetty (Dominican Republic) |

|              |           |                       |
| Jorsling 85’ | Marcatori | 58’ (pen.) Richardson |

| Pos | Squadra             | P.ti | G | V | N | P | GF | GS | DR |
| --- | ------------------- | ---- | - | - | - | - | -- | -- | -- |
| 1   | Trinidad e Tobago   | 7    | 3 | 2 | 1 | 0 | 7  | 4  | +3 |
| 2   | Antigua e Barbuda   | 6    | 3 | 2 | 0 | 1 | 8  | 7  | +1 |
| 3   | Guyana              | 2    | 3 | 0 | 2 | 1 | 3  | 4  | −1 |
| 4   | Saint Kitts e Nevis | 1    | 3 | 0 | 1 | 2 | 5  | 8  | −3 |

Trinidad e Tobago e Antigua e Barbuda qualificati alla fase finale.